# Superman & Lois (televizijska serija)
Superman & Lois je američka serija čiji su autori Greg Berlanti i Tood Helbing, koja se prikazuje na televizijskoj mreži The CW od 23. veljače 2021. godine. Temelji se na likovima iz DC Comicsa, Superman i Lois Lane. Odvija se u svijetu Arrowversea, spin-off serije Supergirl.
Serija je premijerno počela 23. veljače 2021., u ožujku 2021. serija je obnovljena za drugu sezonom koja je počela 11. siječnja 2022.

## Radnja
Kal-El / Clark Kent / Superman i Lois Lane vraćaju se u Smallville sa sinovima Jonathanom i Jordanom, gdje ponovo susreću Lanu Lang, njenog supruga Kylea Cushinga i njihovu kćer Saru, ali njihov idiličan život prestaje pojavom "The Strangera".

## Popis sezona
|  | 1. | 15 | 23. veljače 2021.  | 17. kolovoza 2021. | 3. veljače 2022.   | 23. veljače 2022.   |
|  | 2. | 15 | 11. siječnja 2022. | 28. lipnja 2022.   | 4. listopada 2022. | 10. siječnja 2023.  |
|  | 3. | 13 | 14. ožujka 2023.   | 27. lipnja 2023.   | 18. srpnja 2023.   | 10. listopada 2023. |

## Glumačka postava

### Glavni
Sezona 1
- Tyler Hoechlin kao Kal-El / Clark Kent / Superman: Superheroj s Kryptona koji štiti zemlju, muž Lois Lane.
  - Prikazuje i zlu verziju Supermana s druge planete.
  - Prijazuje se i kao General Zod u tijelu Supermana
- Elizabeth Tulloch Kao Lois Lane: Novinarka za novine Daily Planet u gradu Metropolis, žena Clark Kenta.
  - Prikazuje se i kao druga verzija Lois Lane s druge planete koja je udana za Johna Henryja Ironsa
- Jordan Elsass kao Jonathan Kent: Stariji sin Clarka i Lois, brat Jordana.
- Alex Garfin kao Jordan Kent: Mlađi sin Clarka i Lois. Naslijedio očeve moći u manjim količinama.
- Erik Valdez kao Kyle Cushing: Lanin muž i šef vatrogasne postaje Smallville.
- Emmanuelle Chriqui kao Lana Lang Cushing: Clarkova stara prijataljica i službenica za pozajmice u banci Smalville.
  - Glumi i kao Lara Lor-Van, majku Kal-Ela i Tal-Rhoa u tijelu Lane Lang.
- Inde Navarrette kao Sarah Cushing: Kći Kylea i Lane.
- Wolé Parks kao John Henry Irons / The Stranger: Tajanstveni posjetitelj s paralelne Zemlje ustrajan u dokazivanju da svijetu nije potreban Superman.
- Dylan Walsh kao Samuel Lane: Loisin otac, general vojske koji je odlučan u čuvanju Amerike i svijeta od svih prijetnja.
- Adam Rayner kao Tal-Rho / Morgan Edge / Eradicator

Sezona 2
- Tayler Buck kao Natalie Irons (gost u sez.1): Kći Johna Henryja sa zemlje s alternativnom verzijom Lois Lane.
- Sofia Hasmik kao Chrissy Beppo (sporedna u sez.1): Novinarka u Smallville Gazzette.

### Sporedni
- Joselyn Picard kao Sophie Cushing: Sarahina sestra i mlađa kći Lane i Kylea.
- Stacey Farber kao Leslie Larr, žena sa super snagom i laserskim očima koja radi kao osobni pomoćnik Morgana Edga
- Angus Macfadyen kao Jor-El: Clarkov biološki otac.

### Gosti
- Fred Henderson kao Jonathan Kent: Usvojitelj Clark Kenta. Preminuo od srčanog udara dok je Clark bio mlad.
- Michele Scarabelli kao Martha Kent: Usvojiteljica Clark Kenta. Preminula u starijim danima zbog moždanog udara.
- Paul Jarrett kao Perry White: Glavni urednik prije nego što je Morgan Edge otkupio Daily Planet.
- David Ramsey kao John Diggle. A.R.G.U.S.-ov agent i prijatelj Clarka i Lois

## Vanjske poveznice
- Službena stranica na cwtv.com (engl.)
- Službena stranica na warnerbros.com (engl.)
- Superman & Lois u internetskoj bazi filmova IMDb-a (engl.)